# Al-Amara
Al-`Amâra aussi orthographié Amarah (en arabe : العمارة) est une ville située dans le sud-est de l'Irak, sur le Tigre, à environ 50 km de l'Iran. Elle se situe au nord de la zone de marais entre le Tigre et l'Euphrate.
Principalement shiite, la ville avait une population de 340 000 habitants en 2002 et de 420 000 habitants en 2005. Il s'agit de la capitale administrative de la province irakienne de Maysan. C'est un centre de commerce important, entourée de zones agricoles, et connue pour ses produits tissés et son argenterie.